# 玩謝希特拉
《玩謝希特拉》（Mein Führer – Die wirklich wahrste Wahrheit über Adolf Hitler）是一部2007年德國恶搞喜剧電影，丹尼·里夫导演。
影片以二战期间的德國為背景，讲述在1945年新年那天，希特勒失聲，而最後被迫找一名猶太人暗地裡代替他發表新年演講的故事。